# دون شيبرد
دون شيبرد (12 أغسطس 1927 في المملكة المتحدة - 18 أغسطس 2017) (بالإنجليزية: Don Shepherd)‏ هو لاعب كريكت بريطاني. لعب مع نادي مقاطعة غلاموركن للكريكت ‏.

## وصلات خارجية
- دون شيبرد على موقع إي آس بي آن كريك إنفو (الإنجليزية)